# Doris Film
Doris Film är ett oberoende filmnätverk som startades 1999 med målet att åstadkomma en förändring av attityder och strukturer i filmbranschen samt för att ge ett visuellt bidrag till den allmänna jämställdhetsdebatten. Doris Film drivs sedan 2003 av en operativ styrelse och utgår från Göteborg. Doris Film har kulturstrategiskt uppdrag från Västra Götalandsregionen samt stöd från bland annat Kulturbryggan.

## Historik
Doris Film skrev 2003 världshistoriens första filmmanifest författat av kvinnor – Dorismanifestet . Manifestet lyder: 
Manus skall vara skrivna av kvinnor. Filmerna skall ha minst en kvinnlig huvudroll. Konstnärliga A-funktioner skall besättas av kvinnor. Originalmusiken ska komponeras av kvinnor.
Manifestet skrevs med syftet att undersöka hur filmer skulle kunna se ut om kvinnor i högre grad var med i filmproduktioner och för att ge samma villkor till kvinnor som män inom film. 
2004, 2005 och 2006 utlyste Doris Film manustävlingar för kortfilm utifrån manifestets principer och fick ett stort gensvar – över 700 manus kom in. 2005 startade Radio Doris av Radioteatern i Göteborg utifrån Dorismanifestets principer. 2007 och 2008 erhöll Doris Film medel från Västra Götalandsregionen för att skriva skolhandledningar och arbeta med en utåtriktad verksamhet mot regionens pedagoger. 2009 distribuerades långfilmen Doris av Folkets Bio. Nästan alla filmer har visats i SVT och produktionerna har också visats på festivaler som Cannes där de vunnit priser. 
Från 2008 - 2012 pågick projektet Doris i skolan (DIS) vilket innefattade en föreläsningsturné om jämställdhet, normkritiskt tänkande och filmanalys på i huvudsak grundskolor i Västra Götaland riktad till grundskolepedagoger, förskollärare, kuratorer, skolsköterskor, fritidspedagoger, elevassistenter och rektorer.
Sedan 2009 delar de ut Doris Filmgenipris.